# Route nationale 181
Pour les articles homonymes, voir Route nationale 181 (homonymie).
La route nationale 181, ou RN 181, était une route nationale française qui reliait Breteuil-sur-Noye à Pacy-sur-Eure.
À la suite de la réforme de 1972, elle a été déclassée en RD 981 dans l'Oise au sud de Beauvais et en RD 181 dans l'Eure alors que, de Breteuil-sur-Noye à Beauvais, elle est devenue un tronçon de la route nationale 1 (RD 1001 depuis 2006).

## Ancien tracé de Breteuil-sur-Noye à Saint-Aquilin-de-Pacy

### Ancien tracé de Breteuil-sur-Noye à Gisors
- Breteuil-sur-Noye N 1 (km 0)
- Caply (km 3)
- Sainte-Eusoye (km 8)
- Froissy (km 10)
- Tillé N 1 (km 24)
- Beauvais D 181 (km 28)
- Aux-Marais (km 33)
- Auneuil (km 40)
- La Houssoye (km 44)
- Le Saussay, commune de Porcheux (km 47)
- Trie-la-Ville (km 55)
- Trie-Château D 181 (km 57)
- Gisors D 181 (km 60)

### Ancien tracé de Gisors à Saint-Aquilin-de-Pacy
- Gisors D 981 (km 60)
- Courcelles-lès-Gisors D 981 (km 65)
- Dangu D 181 (km 69)
- Vesly (km 72)
- Les Thilliers-en-Vexin (km 76)
- Corbie, commune de Tilly (km 88)
- Vernon (km 95)
  - Pont Clemenceau (Vernon) (km 95)
- Brécourt, commune de Douains (km 105)
- Pacy-sur-Eure (km 110)
- Saint-Aquilin-de-Pacy D 181 (km 112)